# Lista de deputados estaduais de Pernambuco da 9.ª legislatura
Essa é uma lista de deputados estaduais de Pernambuco eleitos para o período 1979-1983.

## Composição das bancadas
| Partido | Líder                       | Bancada | Posição  |
| ------- | --------------------------- | ------- | -------- |
| ARENA   | Argemiro Pereira de Menezes | 30 / 46 | Governo  |
| MDB     | Sérgio Longman              | 16 / 46 | Oposição |

## Deputados estaduais
| Deputados estaduais eleitos              | Partido | Votação | Cidade onde nasceu      | Unidade federativa |
| Abelardo Ribeiro Godoy                   | ARENA   | 21.874  | Bonito                  | Pernambuco         |
| Adalberto Farias Cabral                  | ARENA   | 21.822  | Surubim                 | Pernambuco         |
| Alcir Marreiros Teixeira                 | MDB     | 12.625  | Recife                  | Pernambuco         |
| Antônio Airton Benjamin                  | ARENA   | 23.352  | Olinda                  | Pernambuco         |
| Antônio Corrêa de Oliveira Andrade Filho | ARENA   | 17.262  | Goiana                  | Pernambuco         |
| Argemiro Menezes                         | ARENA   | 22.840  | Serra Talhada           | Pernambuco         |
| Carlos Elísio Caribé                     | ARENA   | 14.411  | Belém do São Francisco  | Pernambuco         |
| Carlos Moura de Moraes Veras             | ARENA   | 11.918  | Paulista                | Pernambuco         |
| Carlos Porto de Barros                   | ARENA   | 11.812  | Canhotinho              | Pernambuco         |
| Edgard Lins Cavalcanti                   | ARENA   | 13.774  | Glória do Goitá         | Pernambuco         |
| Eduardo Chaves Pandolfi                  | MDB     | 9.731   | Gravatá                 | Pernambuco         |
| Felipe Coelho                            | ARENA   | 31.684  | Ouricuri                | Pernambuco         |
| Francisco Cintra Galvão                  | ARENA   | 21.502  | Belo Jardim             | Pernambuco         |
| Gilvan Caldas de Sá Barreto              | MDB     | 18.897  | Nazaré da Mata          | Pernambuco         |
| Harlan Gadelha                           | MDB     | 15.266  | Goiana                  | Pernambuco         |
| Henrique José Queiroz Costa              | ARENA   | 11.835  | Recife                  | Pernambuco         |
| Honório de Queiroz Rocha                 | ARENA   | 20.535  | Ipojuca                 | Pernambuco         |
| Hugo Martins Gomes                       | MDB     | 10.491  | Cabo de Santo Agostinho | Pernambuco         |
| João Ferreira Lima Filho                 | MDB     | 17.736  | Aliança                 | Pernambuco         |
| José Aglailson Queralvares               | ARENA   | 12.994  | Vitória de Santo Antão  | Pernambuco         |
| José Antônio Barreto Guimarães           | ARENA   | 16.687  | Olinda                  | Pernambuco         |
| José Antônio Liberato                    | ARENA   | 16.921  | Caruaru                 | Pernambuco         |
| José Augusto Ferrer de Moraes            | MDB     | 10.259  | Vitória de Santo Antão  | Pernambuco         |
| José de Assis Pedrosa                    | MDB     | 10.155  | Limoeiro                | Pernambuco         |
| José Emídio Fernandes                    | MDB     | 9.748   | Pesqueira               | Pernambuco         |
| José Geraldo da Mota Barbosa             | ARENA   | 14.991  | Surubim                 | Pernambuco         |
| José Muniz Ramos                         | ARENA   | 21.232  | Araripina               | Pernambuco         |
| José Queiroz de Lima                     | MDB     | 13.677  | Caruaru                 | Pernambuco         |
| José Tinoco                              | ARENA   | 26.586  | Recife                  | Pernambuco         |
| Luis Heráclio do Rêgo Sobrinho           | ARENA   | 25.002  | Palmares                | Pernambuco         |
| Manoel Marcos Chagas Aroucha Filho       | ARENA   | 12.223  | Surubim                 | Pernambuco         |
| Mário de Melo                            | MDB     | 15.839  | Recife                  | Pernambuco         |
| Maviael Francisco de Morais Cavalcanti   | ARENA   | 21.871  | Macaparana              | Pernambuco         |
| Moacyr André Gomes                       | MDB     | 10.608  | Recife                  | Pernambuco         |
| Newton D'Emery Carneiro                  | MDB     | 17.930  | Palmares                | Pernambuco         |
| Nivaldo Machado                          | ARENA   | 13.106  | Olinda                  | Pernambuco         |
| Oswaldo Rabêlo                           | ARENA   | 23.950  | Goiana                  | Pernambuco         |
| Paulo Lucena de Mendonça                 | ARENA   | 16.584  | Recife                  | Pernambuco         |
| Paulo Roberto de Andrade Lima            | MDB     | 15.180  | Arcoverde               | Pernambuco         |
| Pedro Mansueto de Lavor                  | MDB     | 9.582   | Barbalha                | Ceará              |
| Roosevelt Gonçalves de Lima              | ARENA   | 13.255  | Limoeiro                | Pernambuco         |
| Sérgio Longman                           | MDB     | 16.206  | Recife                  | Pernambuco         |
| Severino de Almeida Filho                | ARENA   | 14.796  | Ouricuri                | Pernambuco         |
| Severino Cavalcanti                      | ARENA   | 13.366  | João Alfredo            | Pernambuco         |
| Severino Otávio Raposo Monteiro          | ARENA   | 13.340  | Bezerros                | Pernambuco         |
| Vital Novaes                             | ARENA   | 14.234  | Tupanatinga             | Pernambuco         |